# Пушта
Пушта́ (рос. Пушта, ерз. Пушта) — селище у складі Темниковського району Мордовії, Росія. Входить до складу Русько-Тювеєвського сільського поселення.
Населення — 56 осіб (2010; 72 у 2002).
Національний склад (станом на 2002 рік):
- росіяни — 88 %